# Le nuove avventure di Pinocchio
Le nuove avventure di Pinocchio (樫の木モック?, Kashi no Ki Mokku, lett. "Mokku della quercia") è una serie televisiva anime giapponese del 1972, della Tatsunoko di 52 episodi, tratta dal romanzo Le avventure di Pinocchio. Storia di un burattino di Carlo Collodi, pur distaccandosi molto dalla trama, prendendo solo qualche spunto e personaggio ma cambiando di molto gli eventi.
Nel 1976 la Nippon Animation ha prodotto un'altra serie animata ispirata ai personaggi del romanzo di Collodi, intitolata semplicemente Pinocchio. Le due serie si differenziano nettamente per l'ambientazione: quella della Nippon Animation presenta un'ambientazione leggera, mentre quella della Tatsunoko presenta un'ambientazione cupa, inquietante e paurosa.

## Trama
Geppetto, un anziano falegname che vive da solo, desidera avere un nipotino che possa tenergli compagnia: inizia così a scolpire un ceppo di legno proveniente da un albero magico. La Fata della Quercia, lo spirito dello stesso albero, dona la vita al burattino e promette che, se si rivelerà essere una brava persona dimostrando di avere un buon cuore, in futuro potrà anche essere trasformato in un essere umano.
A fargli da guida è il fantasma di un grillo che viveva nel ramo intagliato e che accidentalmente il burattino aveva schiacciato con un martello; questi è udibile e visibile solo al protagonista; tuttavia il burattino lo ascolta raramente, e ciò finisce per causargli le peggiori conseguenze. Pinocchio è estremamente ingenuo, quindi facilmente influenzabile dalle cattive compagnie e, in un modo o nell'altro, riesce sempre a soffrire della pericolosità del mondo che lo circonda.
Un privilegio donatogli dalla Fata è quello di saper comprendere anche il linguaggio degli animali e delle piante. Riesce persino a leggere i pensieri degli alberi o dei giocattoli di legno inanimati, in quanto suoi simili.
La vita di Pinocchio diventa terribile quando viene preso con sé dal padrone di un circo, Mangiafuoco, interessato a tutto ciò che potrebbe attrarre l'attenzione in futuro del suo pubblico. Cerca così di schiavizzare e imprigionare Pinocchio per i suoi fini, la creazione di un nuovo spettacolo del suo circo itinerante. Durante le sue avventure dovute anche alla sua sventatezza verrà più volte sviato da Gatto e Volpe (nell'edizione originale Il Gatto è una donnola), due truffatori, e Topino, un sorcio che viveva nella casa di Geppetto e che è geloso delle cure che il vecchio dà al nipotino. Il tutto richiama a una spiccata drammaticità, comune all'opera di Collodi, talvolta ai limiti dello spaventoso, sottolineando la sofferenza occorsa al burattino di legno. Caratteristica della serie difatti è che il protagonista soffre di continui abusi fisici e psicologici a causa anche dei suoi limiti legati al suo essere burattino di legno.
In questa storia inoltre, ogni elemento naturale ha un suo spettro o spirito che lo rappresenta, per esempio in una puntata, il protagonista si ritroverà ad affrontare il Signore del Sonno, chiamato anche Spettro degli Incubi, che sarà cagione degli stessi; grazie al coraggio e alla determinazione di Pinocchio, questi spettri e spiriti verranno però affrontati di volta in volta.
Alla fine Pinocchio, dopo aver salvato la sua amichetta Tina, che Geppetto adotta, e gli altri bambini del paese da una brutta epidemia, grazie ad un'erba medica che è riuscito a procurarsi con le sue forze, otterrà come dono di Natale quello di diventare un bambino in carne ed ossa e la Fata lo saluterà per l'ultima volta, dicendogli che ora sarà in grado di cavarsela da solo.

## Personaggi
- Pinocchio (モック?, Mokku): il protagonista della serie. Una marionetta di legno di quercia scolpita da Geppetto, che considera suo nonno; viene reso vivente dalla Fata della Quercia. È molto ingenuo, fannullone, credulone e spesso egoista. Il suo unico desiderio è diventare un bambino vero. Nel corso della serie, grazie ai suoi amici e alle avventure che vive, in cui spesso rischia la vita affrontando diversi nemici, impara a essere più obbediente e studioso, cercando di fare del bene per tutti. In questa versione, in particolare, viene affrontato il tema della sua diversità e della sofferenza che gli provoca. Ha un naso che si allunga ad ogni bugia detta. La Fata gli permette anche poteri speciali, tra cui parlare e capire animali e marionette suoi simili. La sua coscienza interiore è Il Grillo Parlante. Alla fine della serie, va a cercare coraggiosamente una cura per la malattia di cui soffrono tutti i bambini del villaggio, ma alla fine viene fucilato dai soldati di un capitano che lo crede un essere diabolico. La Fata, colpita dal suo nobile gesto, lo trasforma in un ragazzo vero, privandolo però dei poteri e dicendogli che non si vedranno più. Pinocchio, felice, saluta la Fata e promette di comportarsi bene nella sua nuova vita. Doppiato da Yūko Maruyama (giapponese), Fabio Boccanera, Cinzia Massironi (film) (italiano).
- Geppetto (おじいちゃん?, Ojiisan, Nonno): un vecchio e buono falegname che abita da solo in una misera casa fuori paese. Una notte crea Pinocchio per sentirsi meno solo e avere un nipotino. Gli vuole molto bene e vende la sua casacca per comprargli i libri di scuola. Nella seconda parte della serie, quando Pinocchio verrà rapito da Mangiafuoco, Geppetto partirà per salvarlo, cercandolo persino in Africa e unendosi al circo del burattinaio con la speranza di trovarlo. Quando Pinocchio si libera da Mangiafuoco, degli alberi gli chiedono aiuto per impedire che la milizia li usi per creare armi, risvegliando quindi il più anziano per spaventare i soldati. Pinocchio viene accusato di stregoneria, e Geppetto viene deportato sull'Isola Infernale. Pinocchio, Topino e Gatto e Volpe riescono a salvare il nonno e tornano a casa. Doppiato da Minoru Yada (giapponese), Aldo Barberito, Riccardo Rovatti (film) (italiano).
- Fatina della Quercia (妖精?, Yosei, Fata): la fata protettrice della Quercia da cui nasce Pinocchio. Gli dona la vita per esaudire il desiderio di Geppetto, dicendogli che se sarà bravo potrà diventare un bambino vero. Gli dona dei poteri: come sentire il Grillo Parlante, capire e parlare con gli animali, le piante e i suoi simili di legno. Funge da sua mentore, consigliandolo, salvandolo e rimproverandolo per condurlo sulla giusta strada. Alla fine della serie, alla vigilia di Natale, la Fata interviene salvando Pinocchio dagli uomini che gli hanno sparato, spaventandoli e cacciandoli via, e lo trasforma in bambino vero. Infine, lo saluta dicendogli che non avrà più i suoi poteri e non potrà più vederla, mentre Pinocchio, in un straziante addio, la chiama "mamma". Doppiata da Masako Ikeda (giapponese), Mariù Safier (ep. 1-26), Jasmine Laurenti (film) (italiano).
- Il Grillo Parlante (こおろぎ?, Koorogi, Grillo): un vecchio grillo che abitava nel tronco da cui viene ricavato Pinocchio, e che viene accidentalmente ucciso da quest'ultimo con un martello. La Fatina della Quercia lo fa tornare come fantasma che funge da severa coscienza di Pinocchio, non sempre ascoltato. Doppiato da Kaneta Kimotsuki (giapponese), Willy Moser, Diego Sabre (film) (italiano).
- Mangiafuoco (赤ひげ?, Akahige, Barbarossa): antagonista primario della serie. Un burattinaio malvagio e disonesto, che talvolta brucia le proprie marionette nel fuoco. Nel primo episodio, Franco gli vende Pinocchio e l'uomo lo fa esibire in uno spettacolo, umiliandolo. Pinocchio, con l'aiuto delle altre marionette, riesce a fuggire dalla carovana, venendo inseguito da Mangiafuoco, che cade accidentalmente in un fiume ghiacciato. Dopo aver passato mesi all'ospedale, ritorna e rapisce Pinocchio, insieme a Gatto e Volpe, per farli esibire nel suo circo. Pinocchio cercherà più volte di scappare ma è sempre ripreso. Alla fine con l'aiuto degli altri suoi animali prigionieri, distruggono lo spettacolo dell'uomo, che viene arrestato annunciando di ritornare. Doppiato da Kazuya Tatekabe (giapponese), Diego Michelotti (ep. 1-2), Vittorio Di Prima (ep. 29-40), Tony Fuochi (film) (italiano).
- Il Gatto (ケンケン?, Kenken) e la Volpe (ハナグロ?, Hanaguro): sono una volpe e un gatto (che nell'edizione originale è in realtà una donnola) che in più occasioni cercheranno di ingannare o mettere fuori gioco Pinocchio, anche con la complicità di Topino. Nella seconda parte della serie verranno presi in ostaggio insieme a Pinocchio da Mangiafuoco. Mostrando per la prima volta onestà, collaboreranno con lui per fuggire e successivamente per cercare e salvare Geppetto. Doppiati da Masashi Amenomori (ep. 3-4, 12, 32-52), Tarō Sagami (ep. 10,15-31) (giapponese) Leo Valeriano (ep. 3-26), Carlo Marini (ep. 30-52), Aldo Stella (film) (Gatto) (italiano), Junpei Takiguchi (giapponese), Diego Michelotti (ep. 3-4, 22), Enzo Consoli (ep. 6), Gino Pagnani (ep. 11), Rodolfo Baldini (ep. 14--15, 18), Franco Latini (ep. 23, 26), Roberto Del Giudice (ep. 30-52), Alberto Olivero (film) (italiano) (Volpe).
- Topino (小さなネズミ?, Chīsana nezumi): un topolino che abita nella casa di Geppetto, che se ne è preso sempre cura. Con l'arrivo di Pinocchio, l'anziano inizia a trascurarlo e il topino, inizialmente geloso, cercherà di scacciarlo via alleandosi con Gatto e Volpe. Un giorno i tre ingannano Pinocchio dicendogli che se sarà appeso su una croce per tre giorni, diventerà un ragazzo vero. Il secondo giorno, una tempesta separa Pinocchio dalla croce, permettendogli di salvere Topino dall'annegamento, che da quel momento si redime ed è suo alleato per tutto il resto della serie. Doppiato da Armando Bandini (ep. 3-26), Nino Scardina (ep. 30-52), Flavio Arras (film) (italiano).
- Nora (ノラ?, Nora): una malvagia gatta che inganna e manipola spesso Pinocchio. Il suo ruolo è simile al gatto originale della storia di Collodi. È spinta a vendicarsi di Pinocchio dopo l'accidentale morte del suo micio.  Doppiata da Yōko Hayashi (giapponese), Liliana Jovino, Anna Teresa Eugeni (ep. 41) (italiano).
- Franco (フランコ?, Furanko): uno dei bulli della scuola di Pinocchio. È lui a vendere Pinocchio a Mangiafuoco. In un episodio lui e il protagonista vengono rapiti dai banditi e sono costretti a collaborare per uccidere il loro capo, Diablo. Insieme a Gino, è ispirato al personaggio di Lucignolo. Doppiato da Masako Nozawa (giapponese), Marco Baroni, Marco Guadagno (ep. 24-25), Massimo Corizza (ep. 28-29), Massimo Di Benedetto (film) (italiano).
- Gino (ジーノ?, Jīno): un altro bullo della scuola di Pinocchio, ma meno aggressivo rispetto a Franco. In un episodio Nora inganna Pinocchio dicendogli che se ucciderà Gino, il quale sentendosi incompreso dai genitori desidera morire, potrà prendere il suo cuore e diventare umano, esaudendo così i desideri di entrambi, ma alla fine Gino riesce a ricongiungersi con i suoi genitori. Doppiato da Sachiko Chijimatsu (ep. 5), Kazuko Sugiyama (ep. 6), Akira Kamiya (ep. 24, 28), Marco Guadagno (ep. 5, 6, 24) (italiano).
- Anna (アンナ?, An'na): una carina e gentile ragazzina dai capelli castani, compagna di scuola di Pinocchio. In un episodio viene rapita dalla Contessa Vampira insieme agli altri bambini, ma viene poi liberata con tutti da Pinocchio e Geppetto. Doppiata da Yoko Kuri (giapponese), Mariù Safier, Francesca Guadagno (ep. 19, 21) (italiano).
- Tina (ジーナ?, Jīna, Gina): una bambina che Pinocchio incontra a bordo di una nave per l'Isola Infernale. Pinocchio, per salvarla dal mostro del mare al quale doveva essere sacrificata, si butta ad angelo in mare e il mostro, vedendo una croce su di lui, viene sconfitto. Una volta ritrovato Geppetto, anche lei entra a fare parte della famiglia e insieme costruiscono una zattera per poter tornare finalmente in città. Doppiata da Keiko Tomochika (giapponese), Silvia Pepitoni, Jenny De Cesarei (film) (italiano).

## Sigle
Sigla originale
Kashi no Ki Mokku (樫の木モック?), testi di Toshio Oka, musica di Nobuyoshi Koshibe, cantata da Kumiko Kaori.
Sigla italiana
Pinocchio perché no?, testi di Carla Vistarini, musica di Fabio Massimo Cantini e Luigi Lopez, arrangiamento di Mario Vicari, cantata da Luigi Lopez.
Altre canzoni
- Boku wa kanashī ki no ningyō (ボクは悲しい木の人形?), testi di Toshio Oka, musica di Kanae Wada, cantata da Kumiko Kaori.
- Kashi no Ki Mokku no Kurisumasu (樫の木モックのクリスマス?), testi di Toshio Oka, musica di Kanae Wada, cantata da Kumiko Kaorie e dall'Otowa Yurikago Kai.

## Distribuzione

### Edizione italiana
In Italia la serie è stata distribuita da Doro TV Merchandising e trasmessa su diverse reti locali a partire dal 18 febbraio 1980. In seguito è stata replicata da Telemontecarlo nel 1982, da Super 3, da Facile TV dal 9 ottobre 2007 e da Man-ga dal gennaio 2013. Dal 2022 l'edizione italiana restaurata distribuita da Yamato Video è disponibile in streaming sul canale Anime Generation di Prime Video.

#### Adattamento
Il doppiaggio italiano è stato eseguito dalla Mops Film. Nella versione italiana, come in altre in occidente, si è preferito ripristinare i nomi originali dei personaggi, infatti la principale differenza è il nome giapponese del protagonista che si chiama Mokku (モック?), che significa "legno", mentre Geppetto in originale viene chiamato semplicemente Ojiisan (お爺さん?) ossia "Nonno" come difatti viene chiamato da Pinocchio (Nonnetto) anche nell'edizione italiana.
Il Grillo Parlante si chiama Koorogi (コオロギ?) che significa semplicemente Grillo in giapponese, mentre il personaggio che corrisponde al Gatto non è in realtà un gatto in originale bensì una donnola da come si può intuire dalla sua fisionomia. Tale differenza viene rafforzata dalla presenza della gatta Nora molto diversa, specialmente per le orecchie appuntite, che differiscono da quelle rotonde della donnola; oltre a questo, va aggiunta la presenza delle ghiandole odorifere (utilizzate anche in un episodio) tipiche di molti mustelidi e del tutto assenti nei felini in generale. Nella versione americana il Gatto e la Volpe sono chiamati rispettivamente Willy la Donnola e Ferdy la Volpe. Mangiafuoco in originale si chiama Barbarossa (赤ひげ?, Akahige) ed è malvagio come il personaggio visto nel film della Disney.

### Edizioni home video
Nel 1989 la Stardust ha distribuito in VHS alcuni episodi della serie con il titolo di Arriva Pinocchio, poi ripubblicati dalla Avo Film con il titolo originale.
La versione rimasterizzata della serie è stata pubblicata nel 2021 da Yamato Video in un box da 8 DVD in edizione limitata.

## Episodi
| Nº | Titolo italiano Giapponese 「Kanji」 - Rōmaji | In onda           | In onda |
| Nº | Titolo italiano Giapponese 「Kanji」 - Rōmaji | Giapponese        |         |
| 1  | Arriva Pinocchio 「ぼくは悲しい木の人形」 | 4 gennaio 1972    |         |
| 1  | Durante una tempesta, un ramo di una vecchia quercia finisce nelle mani del povero falegname Geppetto. Da quel ramo, l'anziano ricava un burattino di nome Pinocchio, che vorrebbe vedere come il nipote che non ha mai avuto. La fata della quercia esaudisce il desiderio di Geppetto e rende vivente e senziente Pinocchio. Pinocchio si rivela impacciato e sciocco e viene guidato dal fantasma del Grillo Parlante, che abitava nel ramo prima che fosse intagliato. Geppetto fa conoscere il nipote ai bambini del paese e vende la sua giacca per donare a lui un abbecedario per la scuola ma il bullo della sua classe, Franco, lo vende ad uno spietato burattinaio: Mangiafuoco. |                   |         |
| 2  | Pinocchio ha un'idea 「人形なんてもういやだ」 | 11 gennaio 1972   |         |
| 2  | Temendo Mangiafuoco, Pinocchio si mette a ballare e a cantare per il suo teatrino ambulante, ma solo se verrà pagato. Mangiafuoco accetta, ma in realtà non gli dà un bel niente. Offeso, Pinocchio decide di scappare con i soldi e i suoi amici burattini (con cui può comunicare telepaticamente) ma viene scoperto e, durante la fuga, Mangiafuoco casca in un lago ghiacciato. Tornando a casa a mani vuote, Pinocchio incontra la Fata alla quale chiede di diventare un bambino per non essere più usato e ingannato dagli altri. La Fata gli promette di realizzare il suo desiderio se si comporterà bene. Detto ciò Pinocchio torna a casa dal nonno. |                   |         |
| 3  | Il topolino invidioso 「お願いぼくを信じて」 | 18 gennaio 1972   |         |
| 3  | Geppetto viveva con un topolino a cui venivano rivolte tutte le attenzioni, finché Pinocchio non arrivò. Stufo del burattino, Topino si allea con il Gatto e la Volpe per liberarsi di Pinocchio. Prova prima a buttarlo giù nel corrente e poi a mordergli il collo, ma in entrambi i casi è il Grillo Parlante a intervenire. |                   |         |
| 4  | Il burattino coraggioso 「人形だって勇気があるんだ」 | 25 gennaio 1972   |         |
| 4  | Ogni tentativo di Gatto, Volpe e Topino per liberarsi di Pinocchio risulta invano. Anche quando portano Pinocchio in una baita abbandonata per bruciarlo. |                   |         |
| 5  | Pinocchio Stregato 「人間はなんてすばらしい！」 | 1º febbraio 1972  |         |
| 5  | Un amico di Pinocchio, Gino, viene spesso rimproverato dai genitori e, arrabbiato con tutti e, con la voglia di morire, Gino dà un calcio ad un micio. La madre del gattino, Nora, decide di vendicarsi e, approfittando della depressione di Gino e della voglia di Pinocchio di diventare un bambino, dice al burattino di strappare il cuore di Gino, realizzando così il desiderio di entrambi i ragazzi. Pinocchio però fallisce e Gino diventa più considerato nelle sue azioni e i suoi pensieri. |                   |         |
| 6  | Una lezione per Pinocchio 「ぼくの心にすむ悪魔（前）」 | 8 febbraio 1972   |         |
| 6  | Una volta all'anno, si dice che una strega e una vampira passino per il villaggio per rapire bambini, schiavizzarli e mangiarli. Pinocchio si inoltra nella foresta e le incontra. Essendo di legno, Pinocchio non viene mangiato, ma viene messo sotto il controllo della vampira che gli ordina dei portare a lei le sue amiche. |                   |         |
| 7  | Pinocchio nella foresta 「ぼくの心にすむ悪魔（後）」 | 15 febbraio 1972  |         |
| 7  | Pinocchio porta le sue amiche dalle megere. Geppetto, preoccupato per la sua assenza, parte a cercare Pinocchio armato di una croce e una carabina. Geppetto ritrova il nipote e con la croce lo libera dall'influsso della vampira e insieme ammazzano i due mostri, liberando tutti i bambini catturati. |                   |         |
| 8  | Pinocchio ancora stregato 「悪い妖精が呼んでいる」 | 22 febbraio 1972  |         |
| 8  | Tornando da scuola, Pinocchio incontra una simpatica ragazzina che si chiama Clarissa, che lo porta nel Paese dei Balocchi. Là, Pinocchio e il nuovo amico Lucignolo si divertono da pazzi, ma all'improvviso i due si ritrovano in un vero inferno e Clarissa rivela di essere la Strega dei Papaveri, la nemesi della Fata della Quercia, la quale appare e porta via Pinocchio prima che Clarissa possa catturare la sua vitalità. La Fata esce vittoriosa dalla battaglia e Pinocchio torna a casa. |                   |         |
| 9  | I tre compari 「ぼくは哀れな悪魔人間」 | 29 febbraio 1972  |         |
| 9  | Pinocchio viene di nuovo giocato da Topino, Gatto, Volpe e Nora che lo convincono a eseguire un rito per diventare in carne e ossa: stare appeso ad una croce per tre giorni senza bere o mangiare. Il secondo giorno, una tempesta inonda la valle e Pinocchio viene strappato via dalla croce e raggiunge la riva, dove salva dall'annegamento Topino, che inizierà a trattarlo con rispetto. |                   |         |
| 10 | Pinocchio e gli zingari 「ぼくの鼻がのびる時」 | 7 marzo 1972      |         |
| 10 | Pinocchio incontra una carovana di zingari, questi gli offrono un pasto e gli chiedono come è la sua vita. Pinocchio dice che è solo un pezzo di legno vivente ma non può sentire o provare nulla come un bambino. In cambio di Geppetto e del suo talento nel costruire pupazzi viventi, il capo degli zingari gli offre di provare dolore e sensazioni come un essere umano. Pinocchio accetta, ma presto si accorgerà del suo errore. |                   |         |
| 11 | Pinocchio bugiardo 「母の愛が知りたいの」 | 14 marzo 1972     |         |
| 11 | Pinocchio si diverte a raccontare balle a tutto il paese, ma dopo aver rischiato di essere linciato dai paesani e dopo esser stato punito con un naso lunghissimo, Pinocchio si promette di essere più sincero. |                   |         |
| 12 | Un burattino solo 「ぼくはもうだまされない」 | 21 marzo 1972     |         |
| 12 | Durante la solita rissa scolastica, uno dei compagni di Pinocchio, Giorgio, muore. La madre incolpa il burattino dell'accaduto e questi, per farsi perdonare, decide di sostituire Giorgio per la donna, ma si accorge di stare facendo solo del male a entrambi. |                   |         |
| 13 | Pinocchio sogna 「ぼくにだって夢がある」 | 28 marzo 1972     |         |
| 13 | Vendendo col nonno qualche scultura a Firenze, la gente pensa che Pinocchio sia in vendita. Geppetto, quindi, gli compra un buon vestito per farlo sembrare più umano. Giocando con delle farfalle, Pinocchio incontra una ragazza aristocratica di nome Marily che si innamora di lui, non capendo che è di legno o delle sue umili origini. Il Grillo e la Fata insistono affinché Pinocchio dica la verità, specialmente dopo che Geppetto l'avrebbe "messo in imbarazzo" per i suoi metodi rustici. Purtroppo Marily scopre la verità prima che Pinocchio possa dirglielo ma il burattino si ripromette di tornare a trovarla una volta che diventerà di carne e ossa. |                   |         |
| 14 | Gambe di legno 「ぼくの樫の木はのこった」 | 4 aprile 1972     |         |
| 14 | Gatto e Volpe, erroneamente, passano le termiti a Pinocchio, costringendolo ad andare in stampella. Pinocchio non è affatto felice della sua nuova forma, ma dovrà sacrificare altri arti per ricomporre la diga, anch'essa divorata dalle termiti. |                   |         |
| 15 | Il gatto e la volpe 「木の脚だって生きている」 | 11 aprile 1972    |         |
| 15 | Pinocchio incontra uno scimpanzé domestico di alto rango e gli chiede se può insegnargli come fare a comportarsi da umano. Dato che Pinocchio può avvicinarsi alla cantina, Gatto e Volpe lo costringono a prendere qualcosa per loro, ma sono scoperti e il povero scimpanzé è quello che ci rimette, venendo spedito allo zoo. |                   |         |
| 16 | Pinocchio spera 「教えてよ、サル先生」 | 18 aprile 1972    |         |
| 16 | Pinocchio trova un uovo di cicogna e appena si schiude il piccolo crede Pinocchio suo fratello. I due passano dei bei momenti ma il piccolo si scopre essere il Principe della sua specie. Pinocchio però rifiuta che suo fratello parta, ma dovrà cambiare parere quando si ferirà a causa di un cacciatore. |                   |         |
| 17 | La quercia 「ぼくの希望が飛んでゆく」 | 25 aprile 1972    |         |
| 17 | Il padre di Franco decide di costruire un Luna Park, ma ciò comporterebbe l'abbattimento della quercia dove abita la Fata. Non potendo sopportare che le venga fatto del male, Pinocchio e Geppetto si oppongono al progetto assieme agli animali del bosco e gli stessi elementi della natura. |                   |         |
| 18 | Il fiero Pinocchio 「人形だって偉いんだ」 | 2 maggio 1972     |         |
| 18 | Pinocchio incontra il Signore della Regione che non ha alcun figlio e propone a Pinocchio di essere il suo erede, ma dovrà rinunciare alle sue origini. Pinocchio accetta ma quando il nobile si accorge che Pinocchio è fisicamente freddo, lo caccia via. |                   |         |
| 19 | Il violino magico! 「負けるな！魔法のバイオリン（前）」 | 9 maggio 1972     |         |
| 19 | Per riparare il violino di una sua amica, Pinocchio ricava il legno da un anziano albero che aveva sempre ascoltato la musica. Dal suo legno esce uno strano violino che può esaudire i buoni desideri. Anche il Re del Paese chiede a Pinocchio di usare il violino per far ridere la sua figlia sempre triste, riuscendoci. |                   |         |
| 20 | Pinocchio violinista 「負けるな！魔法のバイオリン（後）」 | 16 maggio 1972    |         |
| 20 | Il generale del Re insiste che il violino di Pinocchio possa essere usato per spodestare il Re. Questi, quindi, getta Pinocchio e Geppetto in prigione. Approfittando del momento propizio, il generale attacca il castello e spodesta il Re. Pinocchio si libera grazie alla principessa e, con le ultime note del violino, scaccia il generale. |                   |         |
| 21 | Il tesoro 「ぼくがさがした宝物」 | 23 maggio 1972    |         |
| 21 | Con i compagni di scuola, Pinocchio parte alla ricerca di un tesoro protetto da mostro marino, un gigantesco Pesce Rana, che lo mangia. Pinocchio ne esce con il tesoro: i resti del più grande pirata del paese. |                   |         |
| 22 | Il dottor Corvo 「カナシミ博士さようなら」 | 30 maggio 1972    |         |
| 22 | Un ciarlatano benefattore passa in città: è il Dottor Corvo che, con una miscela di sciroppo, fa ridere la gente. Purtroppo, mentre ricrea la pozione, la foresta e i suoi animali si ammalano a causa degli scarti. Pinocchio, Gatto e Volpe cercheranno di aiutare Corvo, ma senza un buon esito. |                   |         |
| 23 | L'albero dei sogni 「お金のなる木をさがせ」 | 6 giugno 1972     |         |
| 23 | Volpe dice a Pinocchio che esiste un campo in cui i soldi diventano un albero. Inizialmente era una truffa, come nel libro, ma l'albero cresce incredibilmente per davvero e tutti i paesani si accaparrano dei rami finché uno di loro abbatte l'albero trasformando le monete in foglie. |                   |         |
| 24 | La sirena 「人魚とともに消えた夢（前）」 | 13 giugno 1972    |         |
| 24 | Al circo, Pinocchio incontra una sirena e la libera. Come ricompensa, chiede alla sirenetta di trasformarlo in umano. La sirena accetta, purché l'accompagni alla sua casa, ma arrivati a destinazione Pinocchio scopre che le sirene non hanno tale potere. |                   |         |
| 25 | Pinocchio pirata 「人魚とともに消えた夢（後）」 | 20 giugno 1972    |         |
| 25 | Pinocchio offeso con la sirenetta si allea con i suoi nemici: i pirati. Ma il mostro marino venerato dalle sirene attacca tutti i nemici, meno Pinocchio, che era stato tradito di per sé dalla sirena, perdonata dal burattino che ritorna a casa. |                   |         |
| 26 | Il serpente a tre teste 「おじいちゃん死なないで」 | 27 giugno 1972    |         |
| 26 | Geppetto sta male, l'unica cura è un'erba in cima ad un monte protetto da un serpente con tre teste. Pinocchio decide di andare. Anche Topino con Gatto e Volpe, per ingraziarsi il falegname partono. Pinocchio riesce a battere infine il serpente mettendo zizzania tra le sue teste e porta l'erba curativa a Geppetto. |                   |         |
| 27 | Il sogno di Pinocchio 「心の翼をありがとう」 | 27 giugno 1972    |         |
| 27 | Pinocchio salva un piccolo corvo da una trappola ed esso gli permette di chiedere al suo re, un tengu, di esaudire un suo desiderio. Pinocchio desidera di volare e il dio acconsente affinché sia giusto e corretto. Pinocchio non rispetta i patti e il re dei corvi riversa la sua furia sull'amica del burattino Lena. |                   |         |
| 28 | Il lago misterioso 「ぼくの脚に根がはえた！」 | 11 luglio 1972    |         |
| 28 | Pinocchio scopre da un amico del nonno, il signor Panama, che esiste un lago che può far crescere tutti gli esseri viventi. Pinocchio ci va, poiché stufo di essere basso, ma a crescere è il legno, non il corpo. |                   |         |
| 29 | I banditi 「山賊どもの前にたて！」 | 18 luglio 1972    |         |
| 29 | Pinocchio e Franco sono costretti a lavorare per i banditi del pericolosissimo Diablo. Stufi di essere usati e di uccidere, i due organizzano un agguato a Diablo al loro villaggio e il bandito muore. Felice Pinocchio scorrazza per la valle con il cavallo di Diablo, ma finisce nelle mani di Mangiafuoco. |                   |         |
| 30 | Il Clown 「ぼくはピエロじゃない！」 | 25 luglio 1972    |         |
| 30 | Mangiafuoco ha catturato Pinocchio, Gatto e Volpe e li costringe a venire con lui e il suo cane Doro ad arricchirsi. Il loro lavoro viene proprio bene, ma Pinocchio è triste per la lontananza dal nonno, che assieme a Topino lo sta cercando per tutta la città. |                   |         |
| 31 | La fuga 「自由に向って逃げるんだ」 | 1º agosto 1972    |         |
| 31 | Pinocchio, Gatto e Volpe organizzano una fuga dalle isterie di Mangiafuoco, mentre sono a Roma, ma purtroppo fanno un buco nell'acqua quanto Geppetto nell'avvicinarsi di più al nipote. |                   |         |
| 32 | La valle dei diamanti 「別れの船は暗黒大陸へ」 | 8 agosto 1972     |         |
| 32 | A Napoli, un collega di Mangiafuoco gli dà una buona dritta per arricchirsi: andare in Africa, nella Giungla Nera, e trovare la Valle dei Diamanti. Mangiafuoco parte subito, seguito da Geppetto che ha finalmente scoperto dove si trova Pinocchio. Intanto il burattino prega alla sua fata di fermare la nave di Mangiafuoco e in tutta risposta un gigantesco tricheco la affonda. |                   |         |
| 33 | Un tesoro ritrovato 「オモチャだっておこるさ」 | 15 agosto 1972    |         |
| 33 | Pinocchio si risveglia con un braccio rotto in Egitto. L'unico giocattolaio del paese è ubriaco a causa del suo fallimento, e il figlio, per rialzare gli affari, decide di bruciare tutti i giocattoli della città. La cosa non va di genio né a Pinocchio né alla natura, che cerca di punire i monelli che stavano per distruggere i giocattoli di legno. Pinocchio però li difende ottenendo per loro la grazia. Riparati giocattoli, il braccio, e gli affari del giocattolaio, Pinocchio va alla ricerca di Gatto e Volpe ma si imbatte in Mangiafuoco. |                   |         |
| 34 | Il tesoro degli dei 「ぼくは神の子モックだ！」 | 22 agosto 1972    |         |
| 34 | Mangiafuoco, con Topino in ostaggio, cattura Pinocchio e parte alla ricerca della Valle. Geppetto li trova, ma una stramba comunità religiosa li attacca credendo Pinocchio un demone. Ma il sacerdote lo considera una divinità e come tale va adorata. Mangiafuoco ne approfitta per defilarsi e Geppetto viene chiuso in cella. Topino e Pinocchio scoprono che il sacerdote usa i doni che la gente fa al burattino per cercare una cura per la figlia cieca. Pinocchio riesce a curarla con l'intervento della Fata, e quando va ad abbracciare Geppetto ora libero, finisce di nuovo nelle grinfie di Mangiafuoco. |                   |         |
| 35 | La tomba degli dei 「墓守怪獣いつまでも」 | 29 agosto 1972    |         |
| 35 | Mangiafuoco e Pinocchio vengono ghermiti da un ciclone che li costringe a rifugiarsi in una piramide piena di ricchezze. Mangiafuoco cerca di prenderne più che può ma viene catturato dai guardiani della piramide: degli alieni che proteggono il sonno del faraone. Il figlio dei guardiani terrà Pinocchio prigioniero ma lo libererà se gli mostrerà il mondo esterno. Pinocchio, l'alieno e Mangiafuoco (liberato per pietà) escono dalla piramide ma Mangiafuoco chiama i suoi carovanieri e li obbliga ad attaccare i guardiani che con le loro forze scacciano via tutti quanti. Pinocchio prosegue libero per la sua strada fino a raggiungere la giungla. |                   |         |
| 36 | Il principe del Dragone 「ぼくの魔法は勇気と知恵だ」 | 5 settembre 1972  |         |
| 36 | Nella giungla Pinocchio trova animali parlanti che gli spiegano che erano umani tramutati così dal Principe Dragone, un mago che tiene la loro principessa in ostaggio. Pinocchio va dal mago come portavoce dei paesani maledetti, ma il Dragone lo scambia per un mago, e lo sfida. Grazie allo studio seguito a scuola e ai consigli della fata, Pinocchio fa credere di poter far sparire la luna (con un'eclissi) e di poter sciogliere le montagne ghiacciate; nel mentre, Pinocchio sottrae al mago la sfera che gli dava i poteri e questi muore dal freddo. Liberata la principessa e restituita ai paesani la forma umana, Pinocchio viene ricompensato con un sacchetto di diamanti. |                   |         |
| 37 | La vera ricchezza 「悪い夢は砂漠にすてろ！」 | 12 settembre 1972 |         |
| 37 | Pinocchio torna verso la civiltà e con i suoi diamanti si da alla pazza gioia. La ricchezza però gli da un po' troppo alla testa, tanto da sfrattare un orfanotrofio per farne la sua villa e scacciare i mendicanti che chiedono un po' di elemosina (tra cui Geppetto). Un pulcino di condor in cattività decide di fargli da maestro alla ricchezza in cambiò della libertà. Mangiafuoco scopre dei diamanti, deruba Pinocchio e scappa causando un incendio nella villa. Pinocchio si salva, ma non il condor, il cui padre (furioso per l'egoismo di Pinocchio) lo afferra e lo scaglia giù per una scogliera. |                   |         |
| 38 | La stella del circo 「サーカス一座はもういやだ」 | 19 settembre 1972 |         |
| 38 | Pinocchio viene salvato da uno scimpanzé, che vuole in cambio che gli dia un aiuto per entrare nella compagnia di Mangiafuoco e diventare una star. Nonostante Pinocchio glielo sconsigli, lo scimpanzé insiste e Pinocchio si limita ad accompagnarlo (non visto) fino alla carovana di Mangiafuoco, intento a tornare in Italia. Intanto, Geppetto e Topino, convinti che Pinocchio sia ritornato a casa, chiedono un passaggio a Mangiafuoco in qualità di responsabili degli animali. Lo scimpanzé, dopo essere stato assunto, si accorge del suo errore e Pinocchio lo libera, ma scopre subito dopo che a bordo della nave di Mangiafuoco c'era anche Geppetto (e a sua volta, Topino si accorto che Pinocchio era ancora in porto). |                   |         |
| 39 | Viaggio in mongolfiera 「飛べ！気球 ふるさとへ」 | 26 settembre 1972 |         |
| 39 | Pinocchio trova un passaggio per l'Italia in mongolfiera da un ragazzo proprietario di un vecchio cane e un bisbetico pappagallo. Dopo aver superato una tempesta, il pappagallo buca il pallone, rischiando di rendere impossibile il raggiungimento della costa senza che venga mollata ulteriore zavorra. Il cane si offre volontario di scendere su un pezzo di legno in mare e di essere trascinato con una corda, ma quando capisce che così continua a rallentarli, il cane si sacrifica e morde via la corda, permettendo a Pinocchio e al ragazzo di raggiungere la costa Italiana. |                   |         |
| 40 | Abbasso il tiranno 「火食い親方をやっつけろ」 | 3 ottobre 1972    |         |
| 40 | A Firenze, Mangiafuoco ha insediato il suo nuovo e migliorato circo, ma dopo settimane di attesa, Geppetto si licenzia e torna a casa con Topino, chiedendo a Gatto e Volpe (rifiniti nelle grinfie del burattinaio) di riferire a Pinocchio che è tornato a casa, quando lo vedranno. Subito dopo, Pinocchio raggiunge il circo, ma mentre Volpe sta per dire a Pinocchio dov'è suo nonno, Doro lo interrompe e porta Pinocchio da Mangiafuoco, che gli propone di diventare suo socio e di mettere da parte tutte le loro incomprensioni passate. Pinocchio accetta, ma solo per aiutare i maltrattati e malati animali per cui un carabiniere ha minacciato Mangiafuoco di chiudere il suo circo. Saputo di ciò, Pinocchio, aiutato dagli animali, distrugge il circo e Mangiafuoco viene arrestato per aver messo in pericolo gli spettatori e gli animali sono riportati a casa. Gatto, Volpe e Pinocchio, invece, tornano a casa da Geppetto. |                   |         |
| 41 | Sei solo un burattino di legno 「立ちあがれ大木魔神」 | 10 ottobre 1972   |         |
| 41 | Pinocchio torna a casa, ma scopre da Nora che Geppetto è ripartito per cercarlo. Scendendo in paese, Pinocchio scopre dai soldati italiani che devono abbattere gli alberi della foresta per poter fabbricare armi per un'eventuale guerra. La foresta implora Pinocchio di aiutarli (in quanto non vogliono morire per creare oggetti di morte), Pinocchio è reclutante, in quanto vuole riabbracciare il nonno, ma il sonnolento e decrepito albero protettore della foresta minaccia di riempirlo di termiti se non li aiuterà. Pinocchio acconsente e decide di risvegliare il protettore portando a lui l'acqua con l'aiuto di Gatto e Volpe. L'albero si desta e spaventa i soldati che, nel tentativo di abbatterlo, bruciano la foresta, felice di non dover diventare armi. Nonostante il buon proposito di Pinocchio, quest'atto è considerato dai soldati un rito satanico e Pinocchio viene accusato di stregoneria e Geppetto viene catturato e viene ordinato che sia esiliato sull'Isola Infernale. |                   |         |
| 42 | Il signore del sonno 「悪い夢の精よさようなら」 | 17 ottobre 1972   |         |
| 42 | Pinocchio cerca di raggiungere Geppetto, ma ogni qualvolta si addormenta o si trova nell'ombra è attaccato dal Signore degli Incubi, che vuole schiacciare la sua speranza, non solo dandogli incubi mostruosi, ma anche mettendogli sulla strada un padre di una gentile ragazza che ha protetto Pinocchio dai soldati in pericolo, ma se perde tempo a salvare l'uomo, perderà l'occasione di liberare Geppetto. Pinocchio decide di aiutare la ragazza ma, furioso di aver perso l'occasione di poter liberare il nonno, calcia il Signore degli Incubi in un'area illuminata dal sole, uccidendolo. |                   |         |
| 43 | Blud il mercante 「死の砦を打ちやぶれ」 | 24 ottobre 1972   |         |
| 43 | Pinocchio trova un'altra situazione simile all'episodio precedente, dove è costretto a salvare il mercante Blud, padre di Mario che aveva nascosto Pinocchio ai soldati. Tuttavia, Pinocchio viene raggiunto dal Gatto, la Volpe e il Topino, che decidono di aiutarlo a salvare il falegname. |                   |         |
| 44 | Legna da ardere 「ぼくを燃やして！」 | 31 ottobre 1972   |         |
| 44 | I soldati che scortano Geppetto stanno attraversando gli Appennini, costringendo il quartetto a procedere per la fredda montagna. A causa di una bufera, Pinocchio è separato dagli altri ma incappa in un villaggio dove diversi bambini invitano Pinocchio a sciare con loro. Pinocchio rifiuta, ma il carattere irascibile di una bambina lo obbliga a restare a divertirsi invece che a salvare suo nonno e i suoi amici. A causa di una valanga, i ragazzi si ritrovano rinchiusi in una baita desolata e abbandonata. Pinocchio, non soffrendo il freddo, aiuta gli altri accendendo un fuoco. Tutti i ragazzi evitano di morire assiderati, ma la bambina dal pessimo carattere no. Per poter alimentare le fiamme, Pinocchio decide di sacrificarsi, nonostante il suo comportamento di prima, ma proprio come si butta nel fuoco, i genitori dei ragazzi aprono la porta e, mentre Pinocchio riprende il suo cammino, la ragazzina lo ringrazia. |                   |         |
| 45 | Le due gemelle 「雪女よ静かに眠れ」 | 7 novembre 1972   |         |
| 45 | Geppetto scopre che da ora non farà più il viaggio all'Isola Infernale da solo: ad accompagnarlo c'è una coppia di genitori la cui nascita delle loro gemelle ha causato (coincidentalmente) una marea di disastri naturali. Mentre Pinocchio, Topino, Gatto e Volpe si avvicinano al villaggio in cui i soldati hanno fatto tappa, sono attaccati da una ninfa delle montagne accompagnata da due bambine gemelle (le stesse della coppia, che la fata ha strappato dalla folla inferocita). Pinocchio scopre però che la ninfa ha intenzione di creare una valanga che possa uccidere chiunque nel villaggio per punirli della loro superstizione. Capendo che così sarebbe stata la fine anche per Geppetto, Pinocchio si mette di mezzo e il coraggio del burattino fa sì non solo che la ninfa annulli i suoi piani, ma permette alle bambine di tornare dai proprio genitori, che vengono scagionati dato che il ritorno delle bambine ha "fermato per miracolo" la valanga, ma Geppetto riprende il suo viaggio. |                   |         |
| 46 | Il cacciatore di taglie 「賞金かせぎを追っぱらえ」 | 14 novembre 1972  |         |
| 46 | Una volta tanto, Pinocchio e gli altri riescono a superare i soldati e cercano di tendere un agguato, ma sono ostacolati da un cacciatore di taglie, che però viene ferito assieme a loro da una piccola valanga. Un medico riesce a recuperare tutti e, per fortuna di Pinocchio, il cacciatore è ferito. Arrivati a casa del medico, Pinocchio scopre che sua figlia è affetta da una grave malattia e decide di scalare la montagna a prendere una pianta che potrà curarla. Notando la gentilezza di Pinocchio, il cacciatore non solo decide di non dargli più la caccia, ma gli da una mappa per il luogo dove Geppetto dovrà imbarcarsi per l'Isola Infernale. |                   |         |
| 47 | Gli amici di legno 「木はみんなぼくの仲間」 | 21 novembre 1972  |         |
| 47 | Arrivati al villaggio portuale dove Geppetto sarà condotto alla nave per l'Isola Infernale, Pinocchio viene aggredito dai soldati, ma Pinocchio, non intenzionato a scappare in quanto nel giusto, viene aiutato dalla natura per le sue buone azioni precedenti, impedendo a Pinocchio di essere arrestato, ma impedendo a Pinocchio di salvare in tempo il padre prima dell'imbarco. |                   |         |
| 48 | Il signore del mare 「海魔王の怒りにいどめ」 | 28 novembre 1972  |         |
| 48 | Pinocchio, Topino, Gatto e Volpe salgono sulla nave di nascosto e Pinocchio riesce finalmente a liberare Geppetto, aiutato da una triste ragazzina di nome Tina, ma la nave ha già preso il largo. Durante il tragitto, Pinocchio scopre che per raggiungere l'Isola bisogna offrire un sacrificio al Mago del Mare, nel loro caso Tina. Pinocchio si oppone e non appena il mago, dalle sembianze di un kraken, attacca la nave, Pinocchio (aiutato dalla Fata) si tuffa ad angelo sul mago che, vedendo Pinocchio tramutato in croce, muore. La nave affonda e Pinocchio riesce a salvare Geppetto e Tina ed è costretto ad approdare alla vicina Isola Infernale. |                   |         |
| 49 | Acqua 「地獄島は死んでいる」 | 5 dicembre 1972   |         |
| 49 | Arrivato sull'Isola Infernale, Pinocchio scopre il motivo del nome: l'isola è deserta, c'è un vulcano attivo e la natura è priva di vita. Trovato rifugio in una caverna per il nonno e la sua nuova amica, che Geppetto decide di adottare come nipote, Pinocchio esplora l'isola alla ricerca di acqua e cibo, ma trova solo, sulla cima del vulcano, il Dio del fuoco che deciderà di risparmiare tutti loro se supererà almeno una notte sull'Isola. Pinocchio riesce miracolosamente a trovare dell'acqua con cui dissetare Geppetto e Tina, ma ai due viene subito un febbrone da cavallo. |                   |         |
| 50 | L'isola fiorisce 「よみがえれ地獄島」 | 12 dicembre 1972  |         |
| 50 | Capito che non potranno sopravvivere a questo cocente caldo lavico, Pinocchio decide di sacrificarsi al dio purché lasci in pace la sua famiglia. Il Dio, ammirando il suo coraggio, decide di risparmiare entrambi e di lasciare l'Isola permettendo non solo a Tina e a Geppetto di sopravvivere, ma anche a Pinocchio di costruire una zattera con cui tornare a terra. Una volta preso il largo, Pinocchio ritrova il Gatto, la Volpe e Topino, scampati da dei pirati cannibali. |                   |         |
| 51 | La rivolta dei bambini 「悲しいイブの鐘がなる」 | 19 dicembre 1972  |         |
| 51 | Pinocchio, Tina, Geppetto, Gatto, Volpe e Topino tornano a terra la Vigilia di Natale, ma scoprono che Pinocchio è ancora ricercato e, dopo essere scampati da un soldato, il capitano ordina di stanare Pinocchio dal buco un cui è nascosto bruciando tutti i giocattoli. Per poter sfamare il nonno e la sorella, Pinocchio (aiutato da Gatto e Volpe) decide di prendere parte al corteo della messa di Natale, dove potrà ottenere cibo e soldi per curare la sorella dal raffreddore. Per mascherarsi e non essere riconosciuto, però, Pinocchio ha bisogno di uno dei veli dei bambini della messa e ne prende uno in prestito da una ragazza paraplegica adottata dal prete, con la promessa di riportargliela in quanto unico ricordo della madre assieme alla sua collezione di bambole. Pinocchio ottiene ciò che gli serve e da il cibo a Gatto e Volpe da portare dal nonno, mentre lui tornerà dopo aver preso le medicine e aver restituito il velo, ma giunge proprio quando il capitano e i soldati stanno requisendo con la forza i giocattoli della ragazza. Pinocchio allora entra, restituisce il velo e si costituisce per impedire che altri suoi simili e bambini paghino per i suoi danni. Non volendo permettere a Pinocchio di andare, la ragazza non solo supplica pietà al capitano ma si mette pure a camminare. Nonostante il miracolo, il capitano è deciso a giustiziare Pinocchio, ma i bambini della città, furiosi per i loro giocattoli bruciati, attaccano i soldati e il capitano permettendo a Pinocchio di fuggire, perdendo però i soldi per le cure di Tina. |                   |         |
| 52 | Buon Natale Pinocchio 「ぼくの夢は輝く星に」 | 26 dicembre 1972  |         |
| 52 | Non volendo tornare a mani vuote da Tina, Pinocchio cerca di chiedere pietà al farmacista, scoprendo che molti altri bambini soffrono la febbre e che il farmacista si rifiuta di cedere le sue cure gratis. Pinocchio, in un primo momento è intenzionato a derubarlo, ma capisce che non sarebbe comunque giusto. Sulla via, Pinocchio rincontra Gino e altri amici di casa, i quali sono anche loro giunti per le medicine, ma sanno che l'erba che costituisce la cura si trova in cima al monte. Pinocchio si mette a scalarlo e dopo essersi autocombustionato per evitare di congelare, Pinocchio raccoglie l'erba e cura tutti quanti. Pinocchio festeggia assieme a i suoi parenti e amici il Natale, ma i soldati sopraggiungono non solo armati ma pure preparati a giustiziarlo e gli sparano al collo, uccidendo effettivamente Pinocchio. La Fata scaccia via i soldati e, come suo regalo di Natale, trasforma Pinocchio in un bambino vero. La sua trasformazione però gli toglie la possibilità di vedere il Grillo Parlante, di parlare con gli animali e di vedere la Fata, che sparisce augurandogli una felice vita, mentre Pinocchio la saluta un'ultima e triste volta, chiamandola "mamma". |                   |         |

## Film
Nel 1984 è stato distribuito in VHS negli Stati Uniti Le avventure di Pinocchio (The Adventures of Pinocchio), un film di montaggio della serie con una diversa colonna sonora, diretto da Jim Terry e prodotto da American Way e Harmony Gold. In Italia è stato distribuito il 7 novembre 2002 in VHS e DVD da Multivision e Eagle Pictures. Il doppiaggio italiano è stato curato dallo Studio P.V. di Milano, su direzione e dialoghi di Luca Semeraro. Nell'adattamento, basato su quello americano, cambiano i nomi di alcuni personaggi: il Grillo si chiama Timothy, il Gatto e la Volpe rispettivamente Slick e Sly, Mangiafuoco si chiama Zampanò e il Topino Rudy. Inoltre, Gina e Marily (apparsa solo nell'episodio 13) vengono fatte passare per un unico personaggio: Morrelle Lancia.
È stato pubblicato anche un film dalla durata di 45 minuti intitolato Buon Natale Pinocchio - Il film diretto da Ippei Kuri e distribuito in Italia da Mondo Home Entertainment in più di un'occasione. Questo lungometraggio è in realtà un collage degli ultimi due episodi della serie, il 51 La rivolta dei bambini e il 52 Buon Natale Pinocchio.